# Lost Boys: The Tribe
Lost Boys: The Tribe es una película de terror estadounidense estrenada en el año 2008 y protagonizada por Tad Hilgenbrink, Angus Sutherland, Autumn Reeser y Corey Feldman bajo la dirección de P. J. Pesce. Se trata de una secuela de la película The Lost Boys de 1987. La película recibió comentarios negativos por parte de la crítica especializada, con apenas un 25% de índice aprobatorio de la audiencia en el sitio web Rotten Tomatoes.

## Sinopsis
Chris Emerson, un joven ex profesional del surf y su hermana menor Nicole se mudan a Luna Bay, California, después de la muerte de sus padres, para vivir en una casa propiedad de su tía Jillian. Chris deja su dirección en la casa de Edgar Frog, el fabricante de tablas de surf de la ciudad, con la esperanza de conseguir un trabajo. Chris fue abordado en su nuevo hogar por el ex surfista profesional, Shane Powers (el medio hermano de David de la película original), quien lo invita a una fiesta esa noche. Chris y Nicole van a la fiesta, donde Shane y sus amigos Kyle, Erik y Jon se presentan como vampiros.

## Reparto
- Tad Hilgenbrink como Chris Emerson.
- Angus Sutherland como Shane Powers.
- Autumn Reeser como Nicole Emerson.
- Corey Feldman como Edgar Frog.
- Gabrielle Rose como la tía Jillian.
- Shaun Sipos como Kyle.
- Merwin Mondesir como Erik.
- Kyle Cassie como Jon.
- Moneca Delain como Lisa.
- Greyston Holt como Evan Monroe.
- Tom Savini como David Von Etten.
- Daryl Shuttleworth como McGraw.
- Sarah Smyth como Hayden.
- Alexander Calvert como Grom.